# Phyllanthus yangambiensis
Phyllanthus yangambiensis är en emblikaväxtart som beskrevs av Jean F.Brunel. Phyllanthus yangambiensis ingår i släktet Phyllanthus och familjen emblikaväxter.
Artens utbredningsområde är Kongo-Kinshasa. Inga underarter finns listade i Catalogue of Life.